# Coppa dei Campioni 1995-1996 (hockey su pista)
La Coppa dei Campioni 1995-1996 è stata la 31ª edizione della massima competizione europea di hockey su pista riservata alle squadre di club. Il torneo ha avuto inizio il 2 marzo e si è concluso il 1º giugno 1996.
Il titolo è stato conquistato dall'Igualada per la quarta volta nella sua storia.

## Squadre partecipanti
| Nazione     | Club       | Città         | Qualificazione                                                                      |
| ----------- | ---------- | ------------- | ----------------------------------------------------------------------------------- |
| Austria     | Wolfurt    | Wolfurt       | 1º nel campionato austriaco 1995, campione d'Austria                                |
| Francia     | Nantes     | Nantes        | 1º in Nationale 1 1994-1995, campione di Francia                                    |
| Germania    | Weil       | Weil am Rhein | 1º in Rollhockey-Bundesliga 1994-1995, campione di Germania                         |
| Italia      | Novara     | Novara        | 1º in Serie A1 1994-1995, vince i play-off, campione d'Italia                       |
| Paesi Bassi | AGOR       | Dordrecht     | 1º in 1ª Klasse 1995, campione dei Paesi Bassi                                      |
| Portogallo  | Benfica    | Lisbona       | 1º in 1ª Divisão 1994-1995, campione del Portogallo                                 |
| Spagna      | Barcellona | Barcellona    | 2º in División de Honor 1994-1995                                                   |
| Spagna      | Igualada   | Igualada      | Campione d'Europa in carica e 1º in División de Honor 1994-1995, campione di Spagna |
| Svizzera    | Ginevra    | Ginevra       | 1º in Lega Nazionale A 1995, campione di Svizzera                                   |

## Risultati

### Primo turno
| Squadra 1 | Totale | Squadra 2 | Andata | Ritorno |
| --------- | ------ | --------- | ------ | ------- |
| Ginevra   | 15 - 3 | AGOR      | 9 - 0  | 6 - 3   |

### Quarti di finale
| Squadra 1 | Totale | Squadra 2  | Andata | Ritorno |
| --------- | ------ | ---------- | ------ | ------- |
| Ginevra   | 0 - 13 | Igualada   | 0 - 5  | 0 - 8   |
| Nantes    | 7 - 29 | Benfica    | 5 - 8  | 2 - 21  |
| Novara    | 4 - 6  | Barcellona | 2 - 1  | 2 - 5   |
| Weil      | 21 - 2 | Wolfurt    | 11 - 2 | 10 - 0  |

### Semifinali
| Squadra 1 | Totale | Squadra 2  | Andata | Ritorno |
| --------- | ------ | ---------- | ------ | ------- |
| Benfica   | 4 - 7  | Barcellona | 3 - 3  | 1 - 4   |
| Weil      | 6 - 24 | Igualada   | 3 - 6  | 3 - 18  |

### Finale
| Squadra 1 | Totale      | Squadra 2  | Andata | Ritorno |
| --------- | ----------- | ---------- | ------ | ------- |
| Igualada  | 2 - 2 (gfc) | Barcellona | 0 - 0  | 2 - 2   |

#### Andata
| Igualada 26 maggio 1996 | Igualada | 0 – 0 | Barcellona | Poliesportiu Les Comes |

#### Ritorno
| Barcellona 1º giugno 1996 | Barcellona | 2 – 2 | Igualada | Palau Blaugrana |